# Hans Hass

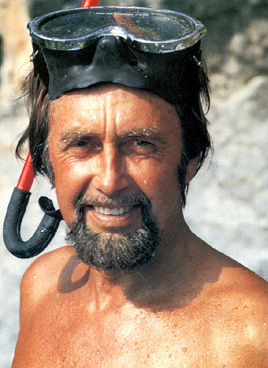
Hans Hass

Hans Heinrich Romulus Hass (Wenen, 23 januari 1919 – Wenen, 16 juni 2013) was een Oostenrijkse duiker en bioloog die samen met zijn tweede echtgenote Lotte veel faam heeft verworven door de foto's en films die zij op hun duiktochten maakten, waardoor een groot publiek in aanraking kwam met de onderwaterwereld. Vooral in het Duitse taalgebied is zijn status vergelijkbaar met die van Jacques Cousteau, een andere pionier van het duiken.
Hass was getrouwd met actrice Hannelore Schroth van 1945 tot hun scheiding in 1950. Samen hadden ze een zoon, de acteur Hans Hass jr. Daarna trouwde hij in 1950 met Lotte Baierl, met wie hij een dochter heeft.
- Bibsys: 90605383
- Biblioteca Nacional de España: XX942014
- Bibliothèque nationale de France: cb127976554 (data)
- CiNii: DA06355982
- Gemeinsame Normdatei: 118708945
- International Standard Name Identifier: 0000 0001 1055 5112
- Library of Congress Control Number: n50027447
- Nationale Bibliotheek van Letland: 000081783
- Bibliotheek van het Japanse parlement: 00442674
- Nationale Bibliotheek van Tsjechië: xx0012026
- Nationale bibliotheek van Australië: 35177672
- Nationale Bibliotheek van Israël: 987007262586605171
- Nationale Bibliotheek van Polen: a0000002223856
- Nationale en Universitaire bibliotheek Zagreb: 000030602
- Nederlandse Thesaurus van Auteursnamen: 070903115
- PIC: 291095
- Réseau des bibliothèques de Suisse occidentale: 02-A003352029
- RKD-Nederlands Instituut voor Kunstgeschiedenis: 396032
- Système universitaire de documentation: 277514975
- Trove: 172265
- Virtual International Authority File: 37337586
- WorldCat: E39PBJpYCth8td4xv6p8bF8cT3